# Богдан Баров
Богдан Ацев Баров е български писател и революционер, деец на Вътрешната македоно-одринска революционна организация и по-късно на Българската комунистическа партия.

## Биография
Богдан Баров е роден на 7 ноември 1885 година в Скопие, тогава в Османската империя. Завършва прогимназия и от 1899 до 1905 година е работник в Скопие, Куманово и Тетово. Заради политическо покушение е осъден на доживотен затвор и затворен в Куршумли хан. В османските документи пише: Богдан, син на Аце, от махалата Ибни Пайко, българин, православен, арестуван на 26 юни 1903 година, обвинен в „организиране на комитет в Скопие и участие в бунтовническите подготовки, в които с револвер е убит Стоян, търговец на строителен дървен материал, когото планирали да го убият, защото не им давал парите, поискани за поддръжка на делата на комитета; при това бил ранен и Търпе, който бил до Стоян“. Осъден е на доживотна каторга. Лежи в Скопския затвор. Амнистиран е с общата амнистия от 12 април 1904 година.
През 1904 година е четник при Петър Апостолов, по-късно става скопски войвода. В скопската чета негов четник е Тодор Коцев от Плевен.
| Чета на Богдан Баров, 20 май 1905 година | Чета на Богдан Баров, 20 май 1905 година | Чета на Богдан Баров, 20 май 1905 година | Чета на Богдан Баров, 20 май 1905 година | Чета на Богдан Баров, 20 май 1905 година |
| Номер                                    | Име                                      | Селище                                   | Околия                                   | Забележка                                |
| ---------------------------------------- | ---------------------------------------- | ---------------------------------------- | ---------------------------------------- | ---------------------------------------- |
| 1.                                       | Богдан Ацев                              | Скопие                                   | Скопска                                  |                                          |
| 2.                                       | Никола Думев                             | Воден                                    | Солунска                                 | избегал                                  |
| 3.                                       | Трайко Цветков                           | Булачани                                 | Скопска                                  |                                          |
| 4.                                       | Тодор Пешов                              | Бардовци                                 | Скопска                                  |                                          |
| 5.                                       | Тошо Цветков                             | Глухово                                  | Скопска                                  |                                          |
| 6.                                       | Илия Янев                                | Агино село                               | Скопска                                  |                                          |
| 7.                                       | Коле Китанов                             | Црешево                                  | Скопска                                  |                                          |
| 8.                                       | Божко Богданов                           | Црешево                                  | Скопска                                  |                                          |
| 9.                                       | Иван Николов                             | Скопие                                   | Скопска                                  |                                          |
| 10.                                      | Гоце Тольов                              | Междурек                                 | Кукушка                                  |                                          |
| 11.                                      | Михаил Димитриев                         | Скопие                                   | Скопска                                  |                                          |
| 12.                                      | Георги Ефремов                           | Нивичани                                 | Кочанска                                 |                                          |
| 13.                                      | Моне Лазов                               | Д. Гюгянце                               | Кратовска                                |                                          |
| 14.                                      | Иван Константинов                        | Ямбол                                    |                                          |                                          |
| 15.                                      | Борис Велчев                             | Кюстендил                                |                                          | избегал                                  |
| 16.                                      | Любомир Велчев                           | Кюстендил                                |                                          | избегал                                  |
| 17.                                      | Тодор Коцев                              | Плевен                                   |                                          | [ 3 ]                                    |

През ноември 1905 година се установява в Стара Загора и се включва в социалистическото движение в страната.
Участва в Септемврийското въстание от 1923 година в Килифаревската чета. След потушаването на въстанието е арестуван и осъден за затвор, където заболява от туберкулоза. Премества се да живее в София, където умира на 9 септември 1941 година.
Погребан е в Централните софийски гробища.

## Творчество
Богдан Баров е автор на романа „Блуждение“ от 1920 година с пролетарска насоченост. Публикува части от незавършения си роман „Прости хора“ в старозагорското списание „Земя“. През 1924 година публикува документалния разказ в памет на Тодор Александров „Три момента“ във вестник „Независима Македония“. Част от архивите и бележките му изгарят при пожар при бомбардировка през 1941 година.